# C++14
C++14 — неофициальное название версии стандарта C++ ISO/IEC JTC1 (полное название: «International Standard ISO/IEC 14882:2014(E) Programming Language C++»). C++14 можно рассматривать как небольшое расширение над C++11, содержащее в основном исправления ошибок и небольшие улучшения. Комитет разработки нового стандарта опубликовал черновик N3690 15 мая 2013. Рабочая версия черновика N3936 была опубликована 2 марта 2014 года, заключительный период голосования закрыт 15 августа 2014 года, а результат (единогласное одобрение) был объявлен 18 августа 2014 года.
Поскольку разработка стандарта была длительной, а год выпуска итоговой версии не был определён, в ходе разработки также использовалось имя «C++1y», аналогично тому, как стандарт C++11 до его выпуска называли «C++0x» (выпуск этой версии ожидался до 2010 года).
Описанные ниже возможности языка соответствуют рабочему черновику N3797. В них могут быть небольшие различия по сравнению с окончательной версией стандарта.

## Изменения в языке
В этом разделе приведены новые возможности ядра языка в C++14.

### Вывод типа возвращаемого значения для функций
C++11 позволяет выводить тип возвращаемых значений для лямбда-функций из типа возвращаемого выражения. C++14 расширяет эту возможность на все функции. Новый стандарт также описывает вывод типов для лямбда-функций, с видом, отличным от return expression;.
Для того, чтобы использовать автоматический вывод типа возвращаемого значения, функция должна быть объявлена с типом auto в качестве типа возвращаемого значения, но без хвостового спецификатора типа возвращаемого значения из C++11:
```
auto
 
DeduceReturnType
();
 
// тип возвращаемого значения будет определён позже.

```

Если в теле функции в разных местах возвращаются несколько выражений, все эти выражения должны иметь общий выводимый тип.
Функции, использующие автовыведение типа возвращаемого значения, могут использовать предварительное объявление, но использовать их можно только после определения. Эти определения должны быть доступны в той же единице трансляции, в которой они используются.
В таких функциях возможно использовать рекурсию, но рекурсивный вызов должен выполняться хотя бы после одного возврата значения в этой функции:
```
auto
 
Correct
(
int
 
i
)
 
{

 
if
 
(
i
 
==
 
1
)

   
return
 
i
;
 
// в качестве типа возвращаемого значения выводится int

 
else

   
return
 
Correct
(
i
-1
)
+
i
;
 
// теперь можно вызывать

}

auto
 
Wrong
(
int
 
i
)
 
{

 
if
(
i
 
!=
 
1
)

   
return
 
Wrong
(
i
-1
)
+
i
;
 
// неподходящее место для рекурсии. Нет предшествующего возврата.

 
else

   
return
 
i
;
 
// в качестве типа возвращаемого значения выводится int

}

```

### Альтернативный вывод типа при объявлении
В C++11 были добавлены два способа вывода типов. auto позволял создавать переменные с типом на основе присваиваемого выражения. decltype позволял определить результирующий тип произвольного выражения. Однако типы, выводимые decltype и auto, различались между собой. В частности, auto всегда выводит нессылочный тип, как если бы был обработан std::remove_reference, тогда как auto&& всегда выводит ссылочный тип. Тем не менее, результатом decltype может быть как ссылочный тип, так и нессылочный, в зависимости от обрабатываемого выражения:
```
int
 
i
;

int
&&
 
f
();

auto
 
x3a
 
=
 
i
;
 
// decltype(x3a) - int

decltype
(
i
)
 
x3d
 
=
 
i
;
 
// decltype(x3d) - int

auto
 
x4a
 
=
 
(
i
);
 
// decltype(x4a) - int

decltype
((
i
))
 
x4d
 
=
 
(
i
);
 
// decltype(x4d) - int&

auto
 
x5a
 
=
 
f
();
 
// decltype(x5a) - int

decltype
(
f
())
 
x5d
 
=
 
f
();
 
// decltype(x5d) - int&&

```

В C++14 добавлен синтаксис decltype(auto). Этот синтаксис позволяет использовать правила decltype для объявлений auto. Имеет смысл только в шаблонном коде.
Синтаксис decltype(auto) также можно использовать для вывода типов возвращаемых значений, если указать decltype(auto) вместо auto на месте типа возвращаемого значения функции.

### Уменьшение ограничений на константные выражения
В C++11 представлена концепция constexpr-функций: функций, которые могут быть выполнены во время компиляции. Возвращаемые ими значения могут использоваться в операциях, где требуется константное выражение, например, в качестве аргумента шаблона. Тем не менее, в C++11 constexpr-функции могут содержать только одно возвращаемое выражение (а также static_assert и несколько других объявлений).
В C++14 эти ограничения частично сняты. constexpr-функции теперь могут содержать следующие элементы:
- Любые объявления, кроме:
  - static или thread_local переменных;
  - объявлений переменных без инициализаторов.
- Условные инструкции ветвления if и switch.
- Все инструкции циклов, в том числе for для диапазонов.
- Выражения, изменяющие значения объектов, если время жизни этих объектов началось в constexpr-функции. К этому относятся также вызовы любых не-const constexpr нестатических функций-членов.

Инструкция goto не допускается в constexpr-функции C++14.
Ограничения на вызов не-constexpr-функций остаются в силе. Таким образом, если используется for для диапазонов, функции begin и end контейнеров должны быть перегружены как constexpr. Для встроенного типа std::initializer_list функции begin/end определены как constexpr, как локально, так и глобально.
Кроме того, в C++11 все нестатические методы, объявленные с constexpr, неявно считались const-функциями по отношению к this. Это ограничение снято; нестатические методы теперь могут быть не const. Тем не менее, как упомянуто ранее, не-const constexpr-метод может изменить поля класса только в том случае, если время жизни этого объекта началось в ходе вычисления константного выражения.

### Шаблоны переменных
В предыдущих версиях C++ шаблонизация применялась только для функций и классов. C++14 позволяет создавать шаблонные переменные. 
```
template
<
typename
 
T
>

constexpr
 
T
 
pi
 
=
 
T
(
3.1415926535897932385
);

// Usual specialization rules apply:

template
<>

constexpr
 
const
 
char
*
 
pi
<
const
 
char
*>
 
=
 
"pi"
;

```

В этом примере определён шаблон переменной pi, к которому можно обратиться, чтобы получить значение числа пи для различных типов (например, 3, при чтении целого типа; наиболее близкое значение к float , double или long double при чтении как float , double или long double , соответственно, и т. д.).
К таким объявлениям и определениям относятся обычные правила шаблонов, в том числе правила специализации.

### Агрегатная инициализация классов с инициализаторами полей
В C++11 были добавлены инициализаторы полей классов — выражения, применяемые к полям на уровне класса, если конструктор их не инициализирует самостоятельно. Определение агрегатов было изменено, чтобы явно исключить все классы с инициализаторами членов, поэтому для них агрегатная инициализация была невозможна.
C++14 снимает это ограничение и разрешает агрегатную инициализацию классов с инициализаторами полей. Если список инициализаторов в фигурных скобках не предоставляет значение для этого аргумента, то работу на себя возьмёт инициализатор поля.

### Литералы двоичных чисел
Числовые литералы в C++14 можно указать в двоичной форме. Синтаксис использует префиксы 0b или 0B. Схожий синтаксис также используется в Java, Python, Perl и D.

### Разделители разрядов
В C++14 можно использовать апостроф для произвольного разделения разрядов в числовых литералах. В некоторых случаях это упрощает восприятие больших числовых констант в коде и улучшает читаемость кода.
```
auto
 
integer_literal
 
=
 
1'000'000
;

auto
 
floating_point_literal
 
=
 
0.000'015'3
;

auto
 
binary_literal
 
=
 
0b0100'1100'0110
;

auto
 
silly_example
 
=
 
1'0'0'000'00
;

```

### Обобщённые лямбда-функции
В C++11 параметры лямбда-функций требовалось объявлять с указанием конкретных типов. C++14 снимает это ограничение и позволяет объявлять параметры лямбда-функций со спецификатором типа auto.
```
auto
 
lambda
 
=
 
[](
auto
 
x
,
 
auto
 
y
)
 
{
return
 
x
 
+
 
y
;};

```

Выведение типов параметров обобщённых лямбда-функций выполняется по правилам, схожим с выведением типов для auto-переменных (но не является полностью идентичным). Приведённый выше код эквивалентен следующему:
```
struct
 
unnamed_lambda

{

 
template
<
typename
 
T
,
 
typename
 
U
>

 
auto
 
operator
()(
T
 
x
,
 
U
 
y
)
 
const
 
{
return
 
x
 
+
 
y
;}

};

auto
 
lambda
 
=
 
unnamed_lambda
();

```

### Захват выражений для лямбда-функций
Лямбда-функции C++11 позволяют захватывать переменные, объявленные во внешней области видимости, путём передачи по ссылке или по значению. Это означает, что нельзя захватить по значению переменные типов, допускающих только перемещение (но не допускающих копирования). C++14 позволяет захватывать переменные с инициализацией произвольным выражением. Благодаря этому возможно захватывать переменные с перемещением значения и объявлять переменные с именами, не объявленными в более высоких областях видимости.
Захват выражений осуществляется с помощью инициализаторов:
```
auto
 
lambda
 
=
 
[
value
 
=
 
1
]
 
{
return
 
value
;};

```

Лямбда-функция lambda вернёт 1, так как для параметра value сработал соответствующий инициализатор. Тип захватываемого параметра выводится из типа инициализатора, подобно объявлению переменной со спецификатором auto.
Эту возможность можно использовать для захвата с перемещением при помощи стандартной функции std::move:
```
auto
 
ptr
 
=
 
make_unique
<
int
>
(
10
);

auto
 
lambda
 
=
 
[
value
 
=
 
std
::
move
(
ptr
)]
 
{
return
 
*
value
;};

```

### Атрибут[[deprecated]]
Атрибут deprecated позволяет отмечать сущности как устаревшие. Обращение к этим сущностям по-прежнему возможно, но при компиляции выводится предупреждение. В качестве аргумента deprecated может выступать строковый литерал, объясняющий причину устаревания и/или возможную замену.
```
[[
deprecated
]]
 
int
 
f
();

[[
deprecated
(
"g() не является потоко-безопасным. Используйте h() вместо g()"
)]]

void
 
g
(
 
int
&
 
x
 
);

void
 
h
(
 
int
&
 
x
 
);

void
 
test
()
 
{

  
int
 
a
 
=
 
f
();
 
// warning: 'f' is deprecated

  
g
(
a
);
 
// warning: 'g' is deprecated: g() не является потоко-безопасным. Используйте h() вместо g()

}

```

## Новые функции стандартной библиотеки

### Разделяемые мьютексы и блокировки
В C++14 добавлены разделяемые (shared) мьютексы и новый тип блокировки для таких мьютексов.

### Гетерогенный поиск в ассоциативных контейнерах
Стандартная библиотека C++ определяет четыре ассоциативных класса-контейнера. Эти классы позволяют пользователю искать значения на основе значения этого типа. Контейнеры map позволяют пользователю указать ключ и значение, при этом поиск производится по ключу и возвращает значение. Тем не менее, поиск всегда выполнялся по конкретному типу ключа, будь то ключ, как в map или само значение, как в set.
C++14 позволяет индексировать ассоциативные контейнеры значением произвольного типа при условии, что имеется перегруженный оператор сравнения, который может сравнивать значение этого типа со значением типа ключа контейнера. Это позволяет индексировать map-контейнеры с типом ключа std::string выражениями типа const char* с использованием перегруженного оператора сравнения operator<.
Для сохранения обратной совместимости, гетерогенный поиск допускается только тогда, когда компаратор, передаваемый ассоциативному контейнеру, поддерживает такой поиск. Классы стандартной библиотеки std::less (по умолчанию для set- и map-контейнеров) и std::greater позволяют осуществлять гетерогенный поиск.

### Стандартные пользовательские литералы
В C++11 описан синтаксис определяемых пользователем литеральных суффиксов, но ни один из них не используется в стандартной библиотеке. C++14 добавляет следующие стандартные литералы:
- «s» для создания различных std::basic_string типов.
- «h», «min», «s», «ms», «us» и «ns» для создания соответствующих временных интервалов std::chrono::duration.

```
string
 
str
 
=
 
"hello world"
s
;

chrono
::
duration
 
dur
 
=
 
60
s
;

```

Два литерала «s» не влияют друг на друга, поскольку строковой литерал работает только со строками, а секундный действует только на числа.

### Адресация к кортежам по типу
std::tuple, введённый в C++11, позволяет агрегировать несколько типизированных значений, которые будут проиндексированы во время компиляции. C++14 расширяет функциональность кортежей для возможности обращения к элементам кортежа не только по индексу, но и по типу. Если кортеж содержит более одного элемента запрашиваемого типа, поиск приведёт к ошибке времени компиляции:
```
tuple
<
string
,
 
string
,
 
int
>
 
t
(
"foo"
,
 
"bar"
,
 
7
);

int
 
i
 
=
 
get
<
int
>
(
t
);
 
// i == 7

int
 
j
 
=
 
get
<
2
>
(
t
);
 
// то же, что и раньше: j == 7

string
 
s
 
=
 
get
<
string
>
(
t
);
 
// ошибка времени компиляции из-за неоднозначности

```

### Прочие изменения стандартной библиотеки
std::make_unique можно использовать так же, как и std::make_shared для объектов std::unique_ptr.
Для std::integral_constant добавлен перегруженный operator(), возвращающий константное значение.
По аналогии с глобальными функциями std::begin/std::end добавлены функции std::cbegin/std::cend, которые возвращают константные итераторы на начало и конец диапазона.